# Pieśń o miłości i śmierci korneta Krzysztofa Rilke

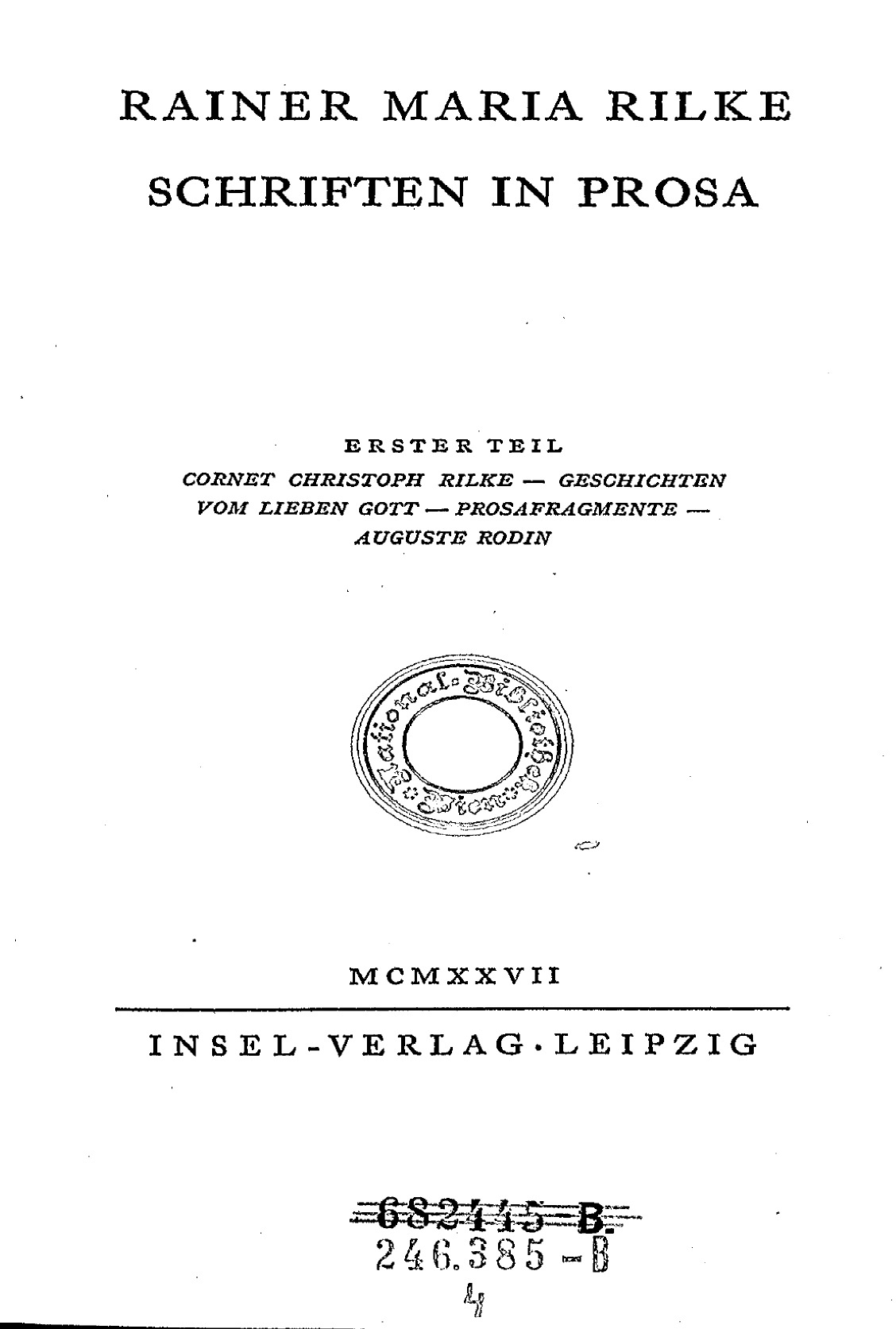
Strona tytułowa dzieł prozą Rainera Marii Rilkego

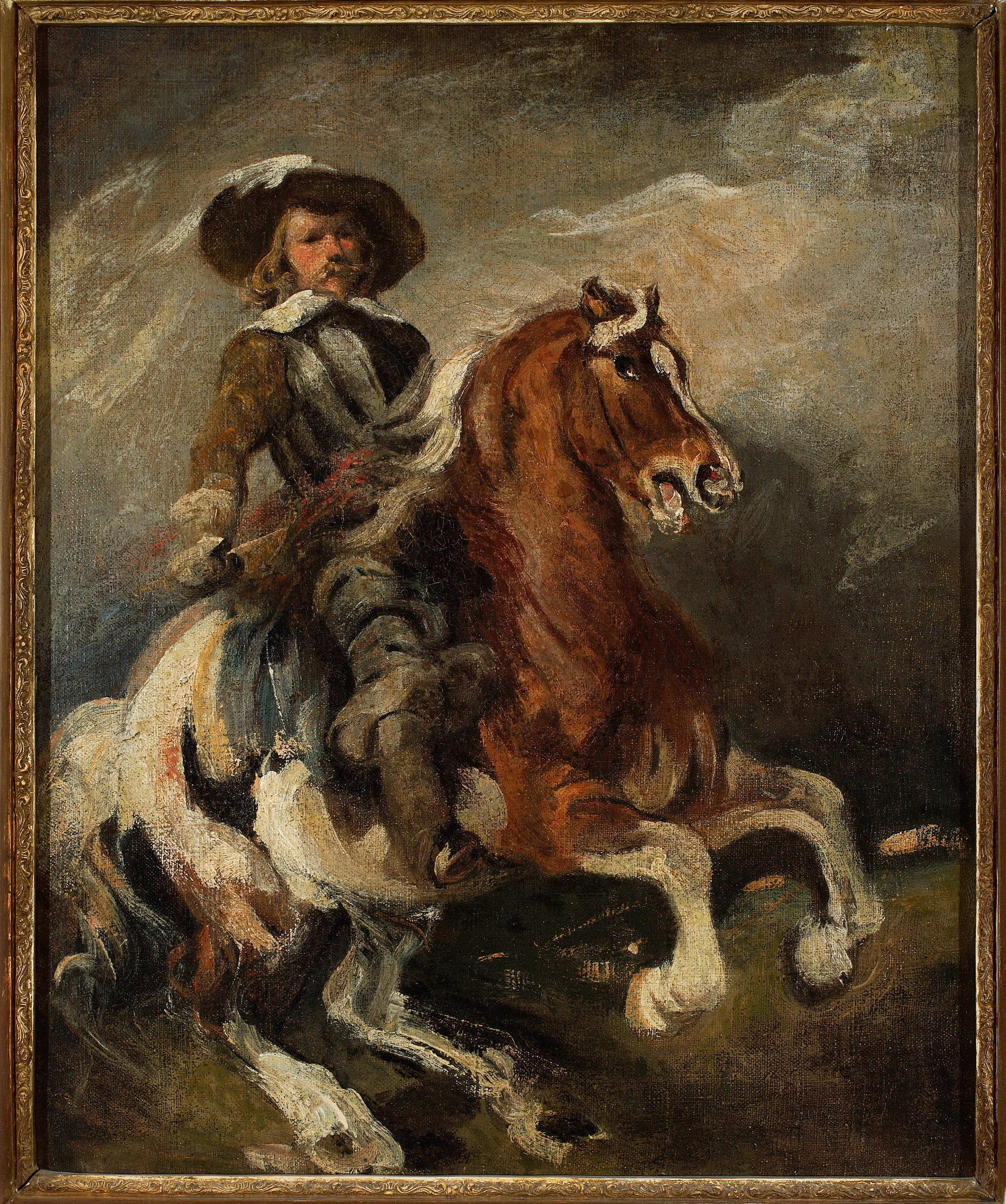
Piotr Michałowski, Rajtar

Pieśń o miłości i śmierci korneta Krzysztofa Rilke (niem. Die Weise von Liebe und Tod des Cornets Christoph Rilke) – utwór poetycki austriackiego poety Rainera Marii Rilkego, napisany w 1899 i opublikowany w 1906. Pod względem gatunkowym dzieło jest poematem prozą. Po opublikowaniu utwór w krótkim czasie stał się niezwykle popularny, przynosząc autorowi sławę i zapoczątkowując uznanie dla jego twórczości. Poemat rozpoczyna się zdaniem: Reiten, reiten, reiten, durch den Tag, durch die Nacht, durch den Tag. Reiten, reiten, reiten. Bohaterem jest rzekomy przodek poety, siedemnastowieczny kawalerzysta Christoph Rilke. Rilke napisał utwór w ciągu jednej nocy. Na język polski utwór tłumaczył między innymi Adam Włodek. Poemat został zaadaptowany na potrzeby teatru i wystawiony w reżyserii Ryszarda Jakubisiaka z Bartoszem Watemborskim w roli głównej.